# Ratomir Dujković
Ratomir Dujković, né le 24 février 1946 à Borovo (ex-Yougoslavie, désormais en Croatie), est un entraîneur et footballeur serbe, international yougoslave. Dujković a mené l'équipe ghanéenne à sa première Coupe du monde, la Coupe du monde 2006 en Allemagne.

## Biographie
Dans les années 1960 et 1970, Dujković jouait en tant que gardien de but pour l'Étoile rouge Belgrade, remportant quatre fois le championnat de Yougoslavie, et jouant quatre fois pour la Yougoslavie . En 1974, il fut recruté par le Real Oviedo en Espagne, où il a joué pendant trois saisons, avant de retourner dans son pays afin de jouer pour FK Zemun jusqu'à sa retraite en 1982. Dujković continuait avec FK Zemun en tant qu'entraîneur jusqu'en 1986, avant de devenir entraîneur de l'Étoile rouge Belgrade. En 1986, il quitta Belgrade et il devint sélectionneur de plusieurs équipes nationales, dont le Venezuela, la Birmanie et le Rwanda qu'il mène à sa première Coupe d'Afrique des nations en 2004, mais il a également été assistant avec la formation de l'équipe de Serbie plusieurs fois.

## Palmarès

### En tant que joueur
- Champion de Yougoslavie en 1968, 1969, 1970 et 1973 avec l'Étoile rouge de Belgrade.
- Vainqueur de la Coupe de Yougoslavie en 1968, 1970 et 1971 avec l'Étoile rouge de Belgrade.
- Finaliste de l'Euro en 1968 avec la Yougoslavie.